# Zdeněk Sláma
Zdeněk Sláma (28 dicembre 1982) è un allenatore di calcio a 5 ed ex giocatore di calcio a 5 ceco.

## Carriera

### Club
Sláma ha iniziato la carriera nel CarSystem Cheb, con cui ha vinto un campionato di terza divisione, uno di seconda divisione e con il quale, infine, ha debuttato nella massima serie. Nell'estate del 2006 si è trasferito all'Eco Investment e quindi, per un breve periodo, ai russi del Tjumen'. La parentesi più ricca di successi è stato però il triennio trascorso con gli slovacchi dello Slov-Matic FOFO tra il 2009 e il 2012, durante il quale ha vinto tre campionati e altrettante coppe nazionali, debuttando inoltre nella Coppa UEFA. Nel 2012 Sláma è rientrato in patria per indossare la maglia dei Bohemians 1905. In seguito ha giocato con Balticflora, Sparta Praga, Plzeň e Slavia Praga. Proprio in quest'ultima società ha iniziato la carriera di allenatore.

### Nazionale
Sláma ha giocato per 15 anni nella nazionale ceca, con cui ha disputato 144 partite e realizzato 39 reti. Ha partecipato a cinque edizioni del campionato europeo e a tre Coppe del Mondo.

## Palmarès
- Campionato slovacco: 3
Slov-Matic FOFO: 2009-10, 2010-11, 2011-12
- Coppa della Slovacchia: 3
Slov-Matic FOFO: 2009-10, 2010-11, 2011-12